# باسكال إيشو وردة
باسكال ايشو وردة من الشخصيات السياسية النسائية في العراق تولت منصب وزيرة المغتربين والمهاجرين في الحكومة العراقية المؤقتة. أنت باسكال إيشو، المولودة في محافظة دهوك عام 1961، ممثلة ل الحركة الآشورية الديمقراطية في باريس حيث على شهادة من معهد الحقوق الإنسانية من جامعة ليون في فرنسا. كما عملت رئيسة لاتحاد النساء الآشوريات في بغداد.